# Antonio Barberini
Antonio Barberini (5. srpna 1607, Řím, Papežský stát – 3. srpna 1671, Lazio, Papežský stát ) byl italský katolický kardinál, arcibiskup v Remeši, vojevůdce bojující na straně papežského státu, mecenáš umění a prominentní člen rodiny Barberini. Jako jeden ze synovců papeže Urbana VIII. a příznivce Francie hrál významnou roli v řadě papežských konkláve 17. století. Se svými bratry kardinálem Francescem Barberinim a Taddeem Barberinim pomáhal formovat politiku, náboženství, umění a hudbu v Itálii 17. století. Historici jej někdy nazývají Antonio Barberini mladší pro odlišení od jeho strýce Antonia Marcella Barberiniho.

## Životopis
Antonio Barberini se narodil 5. srpna 1607 v Římě. Byl nejmladší ze 6 dětí Carla Barberiniho a Costanze Magalotti, což byla sestra kardinála Lorenza Magalottiho. Stejně jako jeho bratři byl i Antonio vzděláván v jezuitské škole Collegio Romano.

## Pontifikát Urbana VIII.
Jeho strýc Maffeo Barberini byl zvolen papežem 6. srpna 1623 (den po 16. narozeninách Antonia) a na papežský trůn nastoupil jako papež Urban VIII.
Urban VIII. se proslavil svým nepotismem. Téměř okamžitě povýšil svého bratra, Antoniova druhého strýce, Antonia Marcella Barberiniho, na kardinála. Nestačilo mu jmenovat kardinálem jednoho svého synovce. Necelý měsíc po svých 20. narozeninách a aniž by měl za sebou jakoukoli vlastní církevní kariéru, byl Antonio Barberini 30. srpna 1627 jmenován kardinálem. Jeho povýšení bylo provedeno "in pectore" (latinsky „v prsou / srdci“, jde o termín používaný v katolické církvi pro akci, rozhodnutí nebo dokument, který má být utajen ). Jmenování bylo zveřejněno 7. února 1628. Urban VIII. také zakoupil Palestrina u Říma a Antoniův druhý bratr, Taddeo Barberini dostal titul Prince of Palestrina.
V roce 1628 byl Antonio jmenován prefektem "Apostolic Signatura", v roce 1630 byl jmenován papežským legátem v Urbinu a v roce 1633 se stal legátem v Avignonu, kde navázal úzké kontakty s mocnými francouzskými církevními bankéři. Během svého pobytu ve Francii onemocněl a jako svého soukromého lékaře zaměstnal Josepha Barsalou. Vrátil se do Říma a v roce 1638 nastoupil jako camerlengo (funkce kardinál komoří - je to jedno z nejvyšších postavení papežské kurie, je představeným Apoštolské Komory v době mezi smrtí papeže a zvolením dalšího a tehdy se stává camerlengo hlavou římskokatolické církve i státu Vatikán. V roce 1636 přijal na přání svého strýce papeže místo kardinála protektora Francouzského království. Odhaduje se, že během 21 let Urbanova pontifikátu nashromáždil Barberini osobní majetek více než 63 milionů scudi.

### Válka o Castro
V roce 1639 Odoardo I. Farnese, vévoda z Parmy a Piacenzy přicestoval do Říma. Během své návštěvy urazil své bratry Antonia a Francesca tím, že papeži naznačil, že bratři jsou příliš mladí na to, aby zvládli řídit záležitosti papeže a jeho státu. Urban VIII. reagoval zákazem dodávek obilí z oblastí kontrolovaných rodinou Farnese, čímž vévodu odřízl od důležitého zdroje příjmů a ten nebyl schopen dostát svým finančním závazkům, které nashromáždil ve vojenských dobrodružstvích proti Španělům v Miláně a v luxusním bydlení. Papež k němu vyslal exekutory. Odoardovi věřitelé se obrátili na papeže, neboť Odoardo se místo na placení dluhů začal chystat na válku. Papež se ve snaze vynutit platby obrátil k vojenské akci. Vyslal vojsko o síle 12 000 pěších a 3 000 jezdců s příkazem obsadit Castro. Papežovy síly vedl Antonio, jeho bratr Taddeo a polní velitel žoldnéřů Louis Mattei.
Castro padlo bez výrazného odporu. Vítězství oslavoval v písni skladatel rodiny Barberini Marco Marazzoli. Radost z vítězství netrvala dlouho, Anthony a jeho vojska utrpěli řadu rozhodujících ztrát a sám Antonio byl téměř zajat. Urban VIII. byl nucen přijmout porážku. Podepsal s Odoardem mírovou smlouvu ve snaze zabránit mu v pochodu na Řím. Když Urban VIII. zemřel, církev čelila potížím, neboť kardinálové (navzdory nepotismu frankofila Urbana) byli rozděleni na příznivce Francie a Španělska a Odoardo I. Farnese se svou žoldnéřskou armádou postupoval směrem k Římu.

## Pontifikát Innocence X.
Antonio si vybudoval silné vztahy s kardinálem Julesem Mazarinem a byl odpovědný za spolehlivost profrancouzské strany v kardinálském sboru a za úspěšnou nominaci Cesare Sacchettiho z rodiny Sacchetti na konkláve v roce 1644, které mělo vybrat nástupce Urbana VIII. Antoniovo úsilí však bylo marné a papežem byl zvolen španělský kandidát Giovanni Battista Pamphili z mocné rodiny Pamphili, který přijal jméno Innocenc X.
Bratr Antonia Francesco Barberini se přidal na španělskou stranu a konkláve tak bylo rozděleno, a právě to vyústilo ve zvolení kandidáta rodiny Pamphili. Konečná dohoda zahrnovala příslib budoucí vstřícnosti papeže a slib, že bude dbát na prospěch rodiny Barberini, dohlédne na to aby si udrželi své tituly, území i majetek, který nashromáždili během pontifikátu Urbana VIII. Mazarina výsledek konkláve tak naštval, že Antonia připravil o funkci protektora Francouzského království. Konflikt však trval krátce a oba kardinálové se rychle smířili. Z neznámých důvodů papež Inocenc X. dohodu vypověděl a Antonio, Taddeo a jeho bratr byli obviněni z finančních machinací během války v Castru. Antonio a Taddeo odešli v roce 1645 do exilu v Paříži, kde byli pod ochranou kardinála Mazarina a o rok později se k nim připojil i Francesco. Antonio si před odchodem do exilu na dveře svého domu připevnil znak francouzského krále jako varování svým politickým soupeřům, že je nyní chráněn francouzským králem.
Manželka Taddea Barberini, Anna Colonna, osobně vznesla vášnivou prosbu, aby papež Innocenc X. nechal rodině její majetek a dovolil bratrům návrat, ale rodina zůstala v exilu až do roku 1647. Ke smíření došlo až v roce 1653, kdy se Antoniův synovec Taddeo, syn Maffea Barberini oženil s papežovou neteří Olimpií Giustiniani. Smíru bylo částečně dosaženo na základě diplomacie kardinála Mazarina a Antonio projevil své uznání uspořádáním slavnostních bohoslužeb v kostele Sv. Ludvíka ve Francii.

## Pontifikát Alexandra VII.

Portrét kardinála Antonio Barberini od Carlo Maratta.

Když Innocenc X. v roce 1655 zemřel, Antonio Barberini se znovu stal hlavní postavou kardinálského sboru ve Vatikánu. Antonio se ve spolupráci s Francií pokusil na konkláve opět prosadit Cesareho Sacchettiho, ale španělskou stranou byl tento návrh vetován. Profrancouzské koalici kardinálů nezbývalo než uznat porážku a podpořit volbu Fabia Chigiho. Ten byl konkláve zvolen a přijal jméno Alexandr VII.
Koncem tohoto roku byl Antonio vysvěcen na kardinála-biskupa ve Frascati. Opustil svůj do té doby zpustlý životní styl, věnoval se náboženství a silně se zapojil do kampaně proti jansenismu.
Francouzský král Ludvík XVI. Antonia už v roce 1653 navrhoval jmenovat biskupem v Poitiers, ale nominace nebyla nikdy schválena Svatým stolcem. O čtyři roky později, v roce 1657 ho král přivolal zpět do Francie do arcibiskupství v Remeši, ale trvalo dalších deset let, do roku 1667, než papež Antonia ve funkci arcibiskupa potvrdil. Po mnoho let působil jako "Grand Almoner" (církevní úředník) Francouzského království. V roce 1661 byl jmenován kardinálem-biskupem Palestriny, diecéze na území Barberini. Rovněž se účastnil konkláve v roce 1669–1670, kdy byl Emilio Altieri zvolen papežem Klementem X.
V březnu 1671 se stal proděkanem "Sacred College of Cardinals" (Svatá kardinálská kolej); děkanem v té době byl jeho starší bratr Francesco.
Zemřel v italském městě Nemi 3. srpna 1671, dva dny před svým 64 narozeninami.

## Osobní život
Barberiniho velmi zpustlé chování během pontifikátu jeho strýce bylo široce komentováno. Podle Gregoria Letiho: „Velká obliba ženské společnosti nebyla pro jeho pověst žádnou malou vadou.“ Barberiniho současník, John Bargrave, který se s ním cestoval přes Alpy na do exilu ve Francii, také komentoval Barberiniho „nemravné chování “ a „nespoutaný zhýralý život“.
Podle kontroverzní ho anonymního bulvárního listu The Scarlet Gown (publikovaný v roce 1653, který komentoval každodenní neřesti všech žijících kardinálů), měl Barberini milenek, včetně jedné, kterou bičoval za to, že se předváděla během karnevalu, a další, která záhadně zemřela během těhotenství.
Barberini byl také zjevně zapojen do několika afér s muži. Začátkem 40. let 16. století se stal zvláště důvěrným s kastrátským zpěvákem Marcem Antonia Pasqualinim. Současná svědectví nenechává žádnou pochybnost o tom, že kardinálova „opravdová vášeň“ se netýkala jen Pasqualinova hlasu. Podle některých historiků se o skandálu jeho údajného homosexuálního vztahu mluvilo po celém městě. S postupujícím věkem se obrátil k mravnosti, změnil svůj životní styl a stal se hluboce zbožným.

## Patron umění

### Hudba
Antonio Barberini byl patronem řady významných hudebníků a skladatelů Říma ze 17. století, včetně Marca Marazzoli, kterého pověřil komponováním různých děl chválících činy rodiny Barberini. Marazzoli byl jmenován "aiutante di camera Antonia Barberiniho" a téhož roku se stal tenoristou v papežské kapli; v roce 1639 mu byla udělena funkce skladatele Urbana III. Marazzoli složil "Le armi e gli amori" která byla určena pro karneval roku 1655, ale papežské konkláve z roku 1655 uedení znemožnilo. Marazzoliho poslední opera "Vita humana" byla složena jako pocta k návštěvě švédské královny Kristiny. Jeho dílo Fiori musicali bylo věnováno Antonio Barberini v roce 1635. Antonio byl také patronem Luigiho Rossi.
Krom jejich důvěrného vztahu byl Antonio Barberini stálým mecenášem Marca'Antonio Pasqualiniho.

### Architektura
V roce 1627 rodina Barberini pověřila architekta Carla Maderna přestavbou Palazzo Sforza, který zakoupili. Vznikl tak Palazzo Barberini. Na přestavbě se podílel i Madernův příbuzný Francesco Borromini. Když Maderno v roce 1629 zemřel,k Borrominimu se přidal Bernini, jež se později proslavil jako sochař. Zpočátku oba architekti pracovali společně; později se stali nesmiřitelnými rivaly. Palác byl dokončen v roce 1633.
Před svým zvolením byl Urban VIII. členem "Svaté kongregace pro šíření víry (Sacred Congregation for the Propagation of the Faith)". Antonio Barberini byl jmenován prefektem kongregace a zahájil svou funkci uvedením do provozu nového paláce "Palazzo del Propaganda". Stavbu zahájil blízký rodinný přítel Barberiniho Bernini. V roce 1644, kdy Antonio musel do exilu, byl Bernini nahrazen Borrominim. Ten nahradil architektonický návrh kaple v Sacred Congregation for the Propagation of the Faith svým vlastním řešením. Kaple je považována za jedno z Borrominiho mistrovských děl.
Barberiniové nechali postavit "Teatro delle Quattro Fontane (Divadlo čtyř fontán), operní dům v italském Římě, navržený (zčásti) Berninim a dokončený v roce 1632.

### Umění
Ačkoli Michelangelo Merisi da Caravaggio zemřel, když byly Antoniovi tři roky, kardinál se později stal jeho velkým obdivovatelem a jeho rozsáhlá umělecká sbírka obsahovala Caravaggiove obrazy jako Zátiší s ovocem (Still Life with Fruit) a Hráči karet ( Cardsharps). Antonio o smrti kardinála Francesca Maria del Monte, zakoupil celou jeho uměleckou sbírku. Urban VIII. zakoupil řadu děl přímo od Caravaggia a je pravděpodobné, že mnoho z nich Antonio zdědil. Po jeho smrti v roce 1671 byl sestaven soupis jeho majetku, který zahrnoval velké množství uměleckých děl od soudobých umělců.
Anthony Lawrence Otto pověřil dokončením řady soch, včetně sochy svého synovce Maffeo Barberini Barberini rodiny.
Anthony a jeho strýc také pověřili malíře Andreu Sacchiho, aby dokončil různá díla v Antonia v kapucínském kostele a v Palazzo Barberini. Dnes je Galleria Nazionale d'Arte Antica (Národní galerie starého umění v Palazzo Barberini jedna z nejdůležitějších malířských sbírek v Itálii.